# 张云 (1959年)
張雲（1959年5月—），男，陕西大荔人，中华人民共和国政治人物、银行家。兰州大学经济系毕业，获经济学学士学位，华南农业大学经贸学院研究生毕业，获管理学硕士学位，武汉大学商学院博士研究生毕业，获经济学博士学位。曾任中國農業銀行股份有限公司副董事長、行長、党委副书记。

## 生平
1982年毕业于兰州大学经济系政治经济学专业。1982年1月参加工作，任甘肃省委政策研究室农村政策研究室干部。
1985年年中，调中国农业银行深圳市分行工作，历任计划处副处长，办公室主任，行长助理，副行长兼机关党委书记。1995年7月，任中国农业银行广东省分行副行长。2000年2月，调任中国农业银行广西壮族自治区分行党委副书记，同年6月任行长兼党委书记。2001年3月，任中国农业银行行长助理兼人事部总经理、党委组织部部长；同年12月，任中国农业银行党委委员、副行长。2009年1月，升任中国农业银行股份有限公司副董事长、行长、党委副书记。
2015年12月，正式辞去中国农业银行股份有限公司副董事长、执行董事、行长、董事会“三农”金融发展委员会主席及委员、战略规划委员会委员、提名与薪酬委员会委员职务。

### 落马
2015年11月2日，多家媒体公开报道称，张云已被组织处理，降为正处级干部。同日，中央巡视组在中国农业银行召开动员大会。张云并未出现在会场。2016年1月29日，中纪委证实了这一消息：“中国农业银行原党委副书记、副董事长、行长张云因严重违纪，受到留党察看二年、行政撤职处分，由中国农业银行按部门副职以下（不含部门副职）安排工作。”另据媒体报道，2012年5月，时任农行副行长杨琨因涉嫌贪腐被调查。2014年6月，杨琨一案在南京市中院开庭审理。庭审中，杨琨曾当庭举报了张云。